# Kingston-On-Murray
Pour les articles homonymes, voir Kingston.
Kingston-On-Murray est une localité de la région du Riverland en Australie-Méridionale. La ville se trouve sur la rive sud du fleuve Murray et doit son nom à Charles Kingston qui fut Premier Ministre d'Australie-Méridionale de 1893 à 1899. Lors du recensement de 2016 la ville compte 317 habitants.

## Histoire
La ville fut créée en janvier 1915 et proclamée à l'origine Thurk le 21 novembre 1918. Sa taille a été réduite une première fois le 19 juillet 1934 et dans un second temps le 13 juillet 1939. Son nom est dérivé de Thurk Homestead, le mot Thurk est lui même dérivé d'un mot aborigène tharko qui signifie la bouche,.
Le nom de la ville a été changé, il est passé de Thurk à Kingston O.M. le 19 septembre 1940. Le nom est dérivé des villages colonisés en Australie du Sud (en), une colonie qui a été établie en 1896 et dont le nom est dérivé de Charles Kingston le 10ème Premier ministre d'Australie-Méridionale,,.
Le nom a été modifié à la demande des résidents, il est passé de Kingston O.M. à Kingston On Murray le 31 mars 1994. Erratum published in Government Gazette 24 November 1994 to correct the incorrect use of hyphens in the original Notice to Assign.
Les limites pour la localité de Kingston On Murray ont été créées le 28 septembre 2000 et comprennent les sites du Kingston Ferry Shack Site et de la ville gouvernementale de Kingston On Murray.